# Universidade TELUQ
A Universidade TELUQ é uma universidade francesa de ensino à distância, parte do sistema da Universidade do Quebec. Fundada originalmente em 1972 como Telé-Université, Comissão Université du Québec para desenvolver cursos de educação à distância, a Universidade TELUQ é agora uma universidade completa que oferece programas em graduação e pós-graduação. Embora seja baseado na cidade de Quebec, cerca de dois terços de seus professores trabalham em seus escritórios em Montreal.